# Johann Christoph Morgenstern

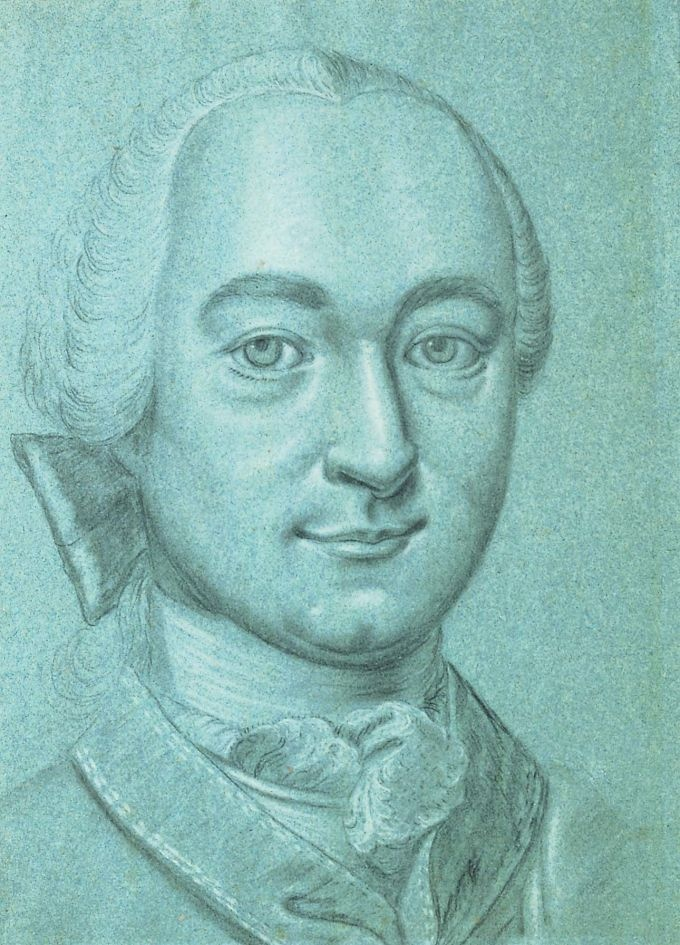
Porträt: Johann Friedrich von Schwarzburg-Rudolstadt

Johann Christoph Morgenstern (* 13. August 1697 in Altenburg; † 6. Oktober 1767 in Rudolstadt) war ein deutscher Maler sowie Bürger- und fürstlicher Kammerdiener.

## Leben
Morgenstern war der Sohn des gleichnamigen Johann Christoph Morgenstern († 20. Februar 1725). Sein Großvater war David Morgenstern.
Morgenster wurde bei dem Porträtmaler Tobias Pfeiffer ausgebildet. In Altenburg war er als Porträtist tätig und erhielt zahlreiche Aufträge. Nach 1720 war er für den herzoglichen Hof in Saalfeld tätig. Er ließ sich zu Pfingsten 1725 in Rudolstadt nieder. Er war vermutlich von Sophie Wilhelmine von Sachsen-Coburg-Saalfeld an den schwarzburgischen Hof gerufen worden. Hier fertigte er in ihrem Auftrag ein Porträt des vierjährigen Prinzen Johann Friedrich an. Seit 1736 war Morgenstern Hofmaler, was ihm einige soziale Privilegien verschaffte und ihm ein weitgehend unabhängiges Arbeiten ermöglichte. Er genoss den Schutz des Hofes, unterlag keinem Zunftzwang und war von kommunalen Abgaben befreit. Als Johann Friedrich im Jahre 1744 die Regierung übernahm, schuf Morgenstern eine Reihe von Repräsentationsporträts für den jungen Fürsten und weitere Arbeiten für dessen private Sammlung.
Er war mit Eleonora Maria (geborene Kirchnerin) verheiratet. Ihre Söhne waren die Maler Johann Ludwig Ernst Morgenstern (1738–1819) und Friedrich Wilhelm Christoph Morgenstern (1736–1798).